# Kejhusrev II.
Gijat al-Din Kejhusrev II. ali Gijat al-Din Kejhusrev bin Kejkubad (perzijsko غياث الدين كيخسرو بن كيقباد), sultan seldžuškega Sultanata Rum, ki je vladal od leta 1237 do svoje smrti leta 1246, * ni znano, † 1246.
Vladal je v času Baba Išakovega upora Turkomanov in vdora Mongolov v Anatolijo. Poveljeval je združeni seldžuški in krščanski vojski v bitki proti Mongolom in armenskim najemnikom v bitki pri Köse Dağu leta 1243, v kateri so prepričljivo zmagali Mongoli. Bil je zadnji močni seldžuški sultan, ki je umrl kot mongolski vazal.

## Prihod na oblast
Kejhusrev II. je bil sin sultana Kejkubada I. in njegove žene Hunat Hatun, hčerke armenskega  plemiča Kir Farda. Četudi je bil najstarejši sin, je sultan za svojega naslednika izbral mlajšega brata Iz al-Dina, enega od dveh sinov ajubidske princese Gazije Hatun, hčerke emirja Al-Aziza Mohameda Alepskega.  Kejkubad je leta 1226 Kejhusrevu prepustil malo pred tem osvojeni Erzincan v vzhodni Anatoliji. Mladi princ je z generalom Kamjarjem sodeloval pri osvajanju Erzuruma in zatem Ahlata.
Leta 1236/1237 so Mongoli s pomočjo Gruzijcev opustošili anatolsko podeželje vse do Sivasa in Malatye. Ker so se mongolski konjeniki takoj umaknili, se je Kejkubad nameraval maščevati njihovim gruzijskim zaveznikom. Ko se je seldžuška vojska približala Gruziji, je njena kraljica Rusudan zaprosila za mir in Kejkusrevu ponudila za ženo svojo hčerko Tamar. Poroka je bila leta 1240.
Po Kejkubadovi smrti leta 1237 si je Kejhusrev s pomočjo anatolskih emirjev prilastil  seldžuški prestol.  Na začetku vladavine je njegovo politiko oblikoval nek Saad al-Din Kopek, Kejkubadov lovski mojster in minister za delo. Kopek je bil neslaven politični morilec, ki je svoj nedavno pridobljeni vpliv na dvoru poskušal utrditi s številnimi usmrtitvami. Leta 1241 je osvojil ajubidski Diyarbakır.

## Baba Išakov upor
Medtem, ko so Mongoli ogrožali seldžuško državo od zunaj, je karizmatični pridigar Baba Išar zanetil upor med anatolskimi Turkmeni. 
Nomadski Turkmeni so začeli prodirati v Anatolijo nekaj let pred bitko pri Manzikertu leta 1971. Po bitki je postalo njihovo priseljevanje nekontrolirano.  Njihova številčnost in prepričljivost njihovih verskih vodij, islamiziranih šamanov, imenovanih baba ali dede, je igrala veliko vlogo v islamizaciji pred tem krščanske Anatolije. Perzificirani razred seldžuških vojakov si je zato zelo prizadeval, da bi nomade odgnal z  ozemelj, na katerih so bili naseljeni kmetje, in preprečil nadlegovanja sosednjih krščanskih držav. Turkmene so potisnili v nepomembne, večinoma gorate obmejne pokrajine.
Eden od verskih vodij je bil Baba Išak. V nasprotju z njegovimi predhodniki, katerih vpliv je bil omejen na manjše plemenske skupine, je Baba Išak razširil svoj vpliv na celo številno populacijo anatolskih Turkmenov. Vsebina njegovih pridig ni znana,  prisvojitev naslova rasul, s katerim so sicer naslavljali  Mohameda, pa kaže na več kot ortodoksni islam. 
Upor se je začel leta 1240 v odmaknjeni obmejni pokrajini Kafarsud v vzhodnem Taurusu in se hitro razširil na sever do črnomorske pokrajine Amasye.  Uporniki so uničili seldžuško vojsko v Malatyi in Amasyi in se kmalu polastili pokrajin okoli Kayserija, Sivasa in Tokata. Baba Išak je bil med spopadi ubit, Turkmeni pa so kljub temu nadaljevali upor proti centralni seldžuški oblasti. Upor so končno omejili in ga po porazu upornikov pri Kırşehirju leta 1242 ali 1243 dokončno zatrli. Dominikanski menih Simon iz Saint-Quentina zmago pripisuje velikemu številu frankovskih najemnikov v sultanovi vojski.

## Bitka pri Köse Dağu
Pozimi leta 1242/1243 so Mongoli pod poveljstvom generala Bajdžuja napadli Erzurum. Mesto je brez obleganja padlo in Mongoli so se začeli pripravljati na spomladanski napad na Rum. Kejhusrev se je na grožnjo odzval z zbiranjem svojih in zavezniških vojakov. Sultanove priprave je opisal Simon iz  Saint-Quentina, odposlanec papeža Inocenca IV., ki je bil namenjen k mongolskemu velikemu kanu. Armenski kralj bi moral prispevati 1400 kopjanikov, nikejski cesar pa 400. Oba vladarja sta se sestala s sultanom v Kayseriju, kjer naj bi se dogovorili  o podrobnostih. Trabzonski cesar je prispeval 200, ajubidski emir iz Alepa pa 1000 konjenikov. Seldžuška vojska in turkmenske pomožne konjeniške enote so bili oslabljeni zaradi Baba Išakovega upora.
Vojske, razen armenske, ki so jo imeli za mongolsko zaveznico ali podrejeno Mongolom, so se zbrale v Sivasu in se pod Kejhusrevovim poveljstvom po glavni cesti odpravile  proti Erzurumu. 26. junija 1243 so se na prelazu Köse Dağ med Erzincanom in Gümüşhanom srečale z Mongoli. Mongolska konjenica je s fingiranim umikom razkrojila Kejhusrevovo vojsko in jo nato uničila. Sultan je v Tokatu pobral državno blagajno in harem in pobegnil v Ankaro. Mongoli so zasedli Sivas, napad na prestolnico sultanata Konyo pa je spodletel. 
V naslednjih mesecih je sultanov vezir  Muhadhab al-Din obiskal zmagovitega mongolskega poveljnika. Ker je sultan pobegnil, je obisk opravil verjetno na lastno pobudo.  Vezirju je uspelo preprečiti nadaljnje mongolsko pustošenje Anatolije in ohraniti Kejhusrevov prestol, Sultanat Rum je moral v zameno priznati mongolsko nadoblast in plačevati znaten letni davek. Kejhusrev, ki je izgubil večino svoje moči, se je vrnil v Konyo.

## Zapuščina
Kejhusrev je po smrti zapustil tri sinove: Iz al-Dina Kejkavusa, sina hčerke grškega duhovnika, starega enajst let, devetletnega  Rukn al-Din Kilič Arslana, sina Turkinje iz Konye, in Ala al-Dina Kejkubada, sina gruzijske princese Tamar, starega sedem let. Za svojega naslednika je imenoval najmlajšega Kejkubada. Ker je bil Kejkubad mladoleten, je v njegovem imenu in v imenu njegovih sovladarjev, bratov Kejkavusa II. in Kilič Arslana IV. vladal novoimenovani vezir Šams al-Din al-Isfahani.  Vezir se je trudil, da bi pred Mongoli obranil  seldžuško oblast v Rumu.
Ob Kejhusrevovi smrti leta 1246 je bila seldžuška moč skoraj nedotaknjena, ker Mongoli niso zaplenili sultanove zakladnice, pravočasno zasedli njegove prestolnice in pustili večino Anatolije nedotaknjene. Glavni udar na seldžuško dinastijo je povzročila Kejhusrevova nesposobnost, da imenuje kompetentnega naslednika. S prenosom oblasti na vse tri mladoletne sinove je njihovo oblast v resnici prenesel na seldžuške  dvorne birokrate.

## Denar
Sultanat Rum je od leta 638 do 641 po hidžri (1240-1243) izdal serijo izjemnih srebrnih dirhamov, ki so se Kejhusrevovem imenu kovali v Sivasu in Konyi. Na kovancih sta upodobljena lev in sonce. Kovanci s podobami v islamskem svetu niso bili povsem neznani, vendar je bilo upodabljanje  živih bitij, zlasti po križarskih vojnah, v nekaterih islamskih okoljih prepovedano.
Zakaj sta upodobljena ravno sonce in lev obstaja več razlag. Ena od njih trdi, da lev predstavlja astrološko znamenje, v katerem je bila rojena njegova ljubljena žena Tamar (Gürcü Hatun). Druga trdi, da lev predstavlja Kejhusreva, sonce pa Tamar.

## Vira
- Claude Cahen. Kaykhusraw II. Encyclopaedia of Islam, Brill 2007.
- Claude Cahen. Pre-Ottoman Turkey: a general survey of the material and spiritual culture and history c. 1071-1330. New York: Taplinger, 1968,  str. 127-138 in 269-271.

| Kejhusrev II. Seldžuška dinastijaRojen: ni znano Umrl: 1246 |                                |                         |
| Vladarski nazivi                                            |                                |                         |
| Predhodnik: Kejkubad I.                                     | Sultan Sultanata Rum 1237-1246 | Naslednik: Kejkavus II. |